# گورستان ونایی
گورستان ونایی مربوط به مفرغ است و در شهرستان خرم‌آباد، بخش مرکزی، دهستان کرگاه شرقی، روستای ونایی واقع شده و این اثر در تاریخ ۲۲ اسفند ۱۳۸۵ با شمارهٔ ثبت ۱۸۱۵۲ به‌عنوان یکی از آثار ملی ایران به ثبت رسیده است.